# (514082) 2014 UG98
(514082) 2014 UG98 es un asteroide que forma parte de los asteroides troyanos de Júpiter, descubierto el 13 de septiembre de 2012 por el equipo del Mount Lemmon Survey desde el Observatorio del Monte Lemmon, Arizona, Estados Unidos.

## Designación y nombre
Designado provisionalmente como 2014 UG98.

## Características orbitales
2014 UG98 está situado a una distancia media del Sol de 5,213 ua, pudiendo alejarse hasta 5,672 ua y acercarse hasta 4,754 ua. Su excentricidad es 0,088 y la inclinación orbital 7,655 grados. Emplea 4347,30 días en completar una órbita alrededor del Sol.

## Características físicas
La magnitud absoluta de 2014 UG98 es 14,25.